# SN 1998bj
SN 1998bj – supernowa odkryta 22 marca 1998 roku w galaktyce A134749+0159. W momencie odkrycia miała maksymalną jasność 23,40m.